# Sylviocarcinus devillei
Sylviocarcinus devillei är en kräftdjursart som beskrevs av H. Milne Edwards 1853. Sylviocarcinus devillei ingår i släktet Sylviocarcinus och familjen Trichodactylidae. IUCN kategoriserar arten globalt som livskraftig. Inga underarter finns listade i Catalogue of Life.